# リクエンターテイメント
株式会社リクエンターテイメント（RIKU ENTERTAINMENT inc.）は、東京都中央区銀座に本社を置く、日本の芸能プロダクションである。

## 概説
リクコーポレーションとはグループ会社であり、リクエンターテイメントはタレントのマネージメントに合わせて新人の育成と指導に力を入れた芸能事務所として設立。平成31年4月にミス・ユニバースを輩出する大会、ベスト・オブ・ミス千葉大会を千葉みなとで開催した。

## 所属

### 女性タレント
- ビビアン・スー
- 矢部美穂
- 星ひとみ
- 佐藤彩香
- 安田衣里
- 香山リカ
- 坂井万里

### 男性タレント
- 石田純一
- 沢井小次郎／KOJIRO
- 田尾安志
- ギャオス内藤
- 阿達雅志
- 坂本雄次
- 小橋建太
- あいかわい翔
- ミニミニ長渕
- 片岡孝太郎
- 丸山和也
- 稲葉将太
- A.S.A.P

## 関連会社
- リクコーポレーション
- アルファベットプロモーション